# اللجنة الاستشارية لممارسات التحصين
اللجنة الاستشارية لممارسات التحصين (ACIP) هي لجنة تابعة لمراكز السيطرة على الأمراض والوقاية منها (CDC) في الولايات المتحدة والتي تقدم المشورة والتوجيه بشأن السيطرة الفعالة على الأمراض التي يمكن الوقاية منها باللقاحات في السكان المدنيين في الولايات المتحدة. تقوم اللجنة الاستشارية لممارسات التطعيم بتطوير توصيات مكتوبة بشأن الإدارة الروتينية للقاحات للأطفال والبالغين، إلى جانب جداول التطعيم فيما يتعلق بالتوقيت المناسب والجرعة وموانع اللقاحات. تعتبر بيانات ACIP عبارة عن توصيات فيدرالية رسمية لاستخدام اللقاحات والغلوبيولينات المناعية في الولايات المتحدة، ويتم نشرها بواسطة مراكز السيطرة على الأمراض والوقاية منها.
تتبع اللجنة الاستشارية لممارسات التحصين مباشرة إلى مدير مراكز السيطرة على الأمراض والوقاية منها، على الرغم من أن خدمات الإدارة والدعم الخاصة بها يقدمها المركز الوطني للتحصين وأمراض الجهاز التنفسي التابع لمراكز السيطرة على الأمراض والوقاية منها.

## الغرض والتأثير
تأسست اللجنة الاستشارية لممارسات التحصين في مارس 1964 من قبل الجراح العام الأمريكي للمساعدة في الوقاية من الأمراض المعدية والسيطرة عليها، وتوصي بتضمين اللقاحات الجديدة المرخصة في جدول التحصين الروتيني، وتوصي بتركيبات اللقاح، وتراجع اللقاحات القديمة للنظر في مراجعة توصياتها.
تستخدم شركات التأمين الخاصة في الولايات المتحدة والحكومة الفيدرالية توصيات اللجنة الاستشارية لممارسات التحصين لتحديد اللقاحات التي ستدفع ثمنها.

## عملية التوصية
يتم عقد اجتماعات اللجنة الاستشارية لممارسات التحصين بانتظام ثلاث مرات في السنة. يتم نشر إشعارات كل اجتماع، إلى جانب بنود جدول الأعمال، في السجل الفيدرالي وفقًا لمتطلبات قانون اللجنة الاستشارية الفيدرالية (FACA). يجوز إجراء التصويت على توصيات اللقاحات عند حضور النصاب القانوني الذي يتكون من ثمانية أعضاء مؤهلين على الأقل في اللجنة الاستشارية لممارسات التحصين. الناخبون المؤهلون هم أولئك الأعضاء الذين ليس لديهم تضارب في المصالح. إذا لم يكن هناك ثمانية أعضاء مؤهلين للتصويت حاضرين، يمكن للأمين التنفيذي للجنة الاستشارية للملكية الفكرية تعيين أعضاء بحكم مناصبهم مؤقتًا كأعضاء مصوتين، كما هو منصوص عليه في ميثاق اللجنة. يتم الإعلان عن الاجتماعات وتكون مفتوحة للجمهور، وهي الآن متاحة عبر الإنترنت من خلال البث على الويب. تتوفر محاضر كل اجتماع على موقع CDC الإلكتروني خلال 90 يومًا من المؤتمر.
في أكتوبر 2010، اعتمدت اللجنة الاستشارية المعنية بالممارسات التفضيلية إطار تصنيف التوصيات وتقييمها وتطويرها. تتضمن عملية عملهم مراجعة الملصقات والنشرات الداخلية؛ ومراجعة الأدبيات العلمية حول السلامة والفعالية ؛ وتقييم الفعالية من حيث التكلفة؛ ومراجعة الأمراض والوفيات المرتبطة بالمرض؛ ومراجعة توصيات المجموعات الأخرى؛ والنظر في جدوى استخدام اللقاح في البرامج القائمة. يتم الحكم على كل قطعة من الأدلة على أنها منخفضة جدًا، أو منخفضة، أو متوسطة، أو عالية الجودة. ويتم أخذ مشاكل مثل الافتقار إلى الموثوقية والتحيزات في الاعتبار، ويتم تعديل جودة الأدلة وفقًا لذلك. تُصنف اللقاحات المناسبة لجميع الأشخاص تقريبًا في مجموعة عمرية أو مجموعة تعتمد على عوامل الخطر ضمن الفئة أ. وتُقدم توصيات الفئة ب لاتخاذ القرارات السريرية الفردية بين المريض والطبيب. يجب أن تغطي شركات التأمين كلاً من اللقاحات من الفئة أ والفئة ب (وفقًا لقانون الرعاية الميسرة).
في الاجتماعات، قد تصوت اللجنة الاستشارية لممارسات التحصين على إدراج لقاحات جديدة في برنامج لجنة الأنتخابات المركزية أو تعديل جداول اللقاحات الحالية. يتم تدوين هذه الأصوات كقرارات لجنة الأنتخابات المركزية. في معظم الحالات، يدخل القرار حيز التنفيذ بعد إبرام عقد مع مركز السيطرة على الأمراض لشراء هذا اللقاح بالكميات اللازمة.
ثم يتم إرسال التوصيات إلى مدير مركز السيطرة على الأمراض للموافقة عليها. وبمجرد الموافقة عليها، تظهر التوصيات في تقرير مركز السيطرة على الأمراض الأسبوعي عن الأمراض والوفيات وتمثل التوصيات الرسمية لمركز السيطرة على الأمراض بشأن التطعيمات في الولايات المتحدة.

### مجموعات العمل
ولضمان المراجعة الشاملة للمعلومات المتاحة، كثيراً ما تعين اللجنة الاستشارية لممارسات التحصين مجموعات عمل للمساعدة في صياغة توصياتها، تتألف من أعضاء اللجنة الاستشارية لممارسات التحصين وموظفي مراكز السيطرة على الأمراض والوقاية منها وغيرهم من ذوي الخبرة في مجال التحصين. وتعمل مجموعات العمل على مدار العام لتصنيف اللقاحات المحددة ومعلومات السلامة. كما تقوم بمراجعة جميع المعلومات العلمية المتاحة حول اللقاحات والتي سيتم مناقشتها في اجتماع اللجنة الاستشارية لممارسات التحصين التالي حتى تتمكن من تقديم المعلومات ذات الصلة بعد ترخيص اللقاح في الاجتماع. ولا تصوت مجموعات العمل على التوصية النهائية.

## أعضاء
تتكون اللجنة الاستشارية للملكية الفكرية اسميًا من خمسة عشر عضوًا منتظمًا، كل منهم خبير في أحد المجالات التالية:
- ممارسات التحصين والصحة العامة
- استخدام اللقاحات والعوامل المناعية البيولوجية الأخرى في الممارسة السريرية أو الطب الوقائي
- البحث في اللقاحات السريرية أو المختبرية
- تقييم فعالية اللقاح وسلامته
- وجهات نظر المستهلكين و/أو الجوانب الاجتماعية والمجتمعية لبرامج التحصين؛ ويجب أن يكون أحد الأعضاء على الأقل خبيراً في هذه الفئة.

لا يجوز لأي شخص يعمل حاليًا لدى أو يتعامل مع أي موظفين في شركات تصنيع اللقاحات أو يحمل براءة اختراع للقاح أن يكون عضوًا في اللجنة الاستشارية لمنتجي اللقاحات. بالإضافة إلى ذلك، تضم اللجنة الاستشارية لمنتجي اللقاحات أعضاء بحكم مناصبهم من الوكالات الفيدرالية المعنية بقضايا اللقاحات، وممثلي الاتصال غير المصوتين من الجمعيات والمنظمات الطبية والمهنية.

## التوصيات الأخيرة
في 26 فبراير 2015، صوتت اللجنة الاستشارية لممارسات التحصين على تقديم توصية من الفئة أ لإعطاء لقاحات MenB للأشخاص الذين تزيد أعمارهم عن 10 سنوات والذين كانوا أكثر عرضة لخطر الإصابة بمرض السحايا.
في الرابع والعشرين من يونيو/حزيران 2015، استمعت اللجنة الاستشارية لممارسات التحصين إلى الحجج التي تؤيد التوصية بلقاحات السحايا من المجموعة المصلية ب التي تنتجها شركتا فايزر ونوفارتس لكل من تتراوح أعمارهم بين 16 و22 عاماً. وقد تم ترخيص اللقاحات لإعطائها للأشخاص الذين تتراوح أعمارهم بين 10 و25 عاماً. ولم تتمكن اللجنة الاستشارية لممارسات التحصين من تصنيف جميع الأدلة وفقاً لنظام GRADE، ولكنها اعتبرت الأدلة المقدمة ذات جودة كافية للنظر في التوصية. وكان النص المقترح على النحو التالي:
"يمكن إعطاء سلسلة من لقاحات المكورات السحائية من المجموعة المصلية ب (MenB) للمراهقين والشباب البالغين الذين تتراوح أعمارهم بين 16 و23 عامًا لتوفير الحماية قصيرة المدى ضد معظم سلالات مرض المكورات السحائية من المجموعة المصلية ب. العمر المفضل لتلقي لقاح MenB هو من 16 إلى 18 عامًا. (الفئة ب)"
مرر الاقتراح بأغلبية 14 صوتًا مقابل صوت واحد.
في عام 2020، أنشأت اللجنة الاستشارية لممارسات التحصين توصية بتخصيص اللقاحات على مراحل للقاحات COVID.
في قضية برايدوود ضد بيسيرا لعام 2024، نظرت محكمة الاستئناف الأمريكية للدائرة الخامسة في تساؤلات حول دستورية توصيات اللجنة الاستشارية لممارسات التفضيل الجنسي التي لها آثار قانونية ملزمة معينة، وفقًا لبند العرض في دستور الولايات المتحدة، نظرًا لأن أعضاء الهيئة لا يتم تعيينهم من قبل الرئيس ليتم تأكيدهم من قبل مجلس الشيوخ. ورغم أن المحكمة لم تقرر أن استخدام مثل هذه التوصيات الصادرة عن اللجنة الاستشارية لممارسات الاستغلال غير دستوري، فقد قضت بأن مجلساً آخر قدم توصيات مماثلة ذات آثار قانونية ملزمة كان غير دستوري، وأعادت مسألة دستورية دور اللجنة الاستشارية لممارسات الاستغلال إلى المحكمة الجزئية.

## روابط خارجية
- الصفحة الرئيسية لـ ACIP